# Artemia
Artemia är ett släkte bladfotingar, och det enda släktet i familjen Artemiidae. Till det yttre har arterna i släktet ändrats väldigt lite sedan triasperioden.
Dessa djur är normalt levandefödare men i tider med svåra levnadsförhållanden producerar de istället ägg, så kallade mikrobiella cystor, som kan ligga vilande under lång tid. Äggen kan förvaras under lång tid och kläcks till naupliuslarver när de läggs i vatten, vilket har lett till omfattande användning av Artemia som levandefoder till akvariefiskar. De vuxna exemplaren kan också användas som foder, då oftast i frystorkad eller djupfryst form.

## Arter[1]
- Artemia franciscana Kellogg, 1906
- Artemia gracilis Verrill, 1869
- Artemia monica Verrill, 1869
- Artemia parthenogenetica Bowen & Sterling
- Artemia persimilis Piccinelli & Prosdocimi, 1968
- Saltkräfta (Artemia salina), "sjöapa" (Linné, 1758)
- Artemia sinica Cai, 1989
- Artemia tibetiana Abatzopoulos, Bo Zhang, & Patrick Sorgeloos, 1998
- Artemia tunisiana Bowen & Sterling, 1978
- Artemia urmiana Gunther, 1900

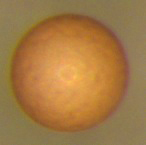
Äggcysta från Artemia franciscana.
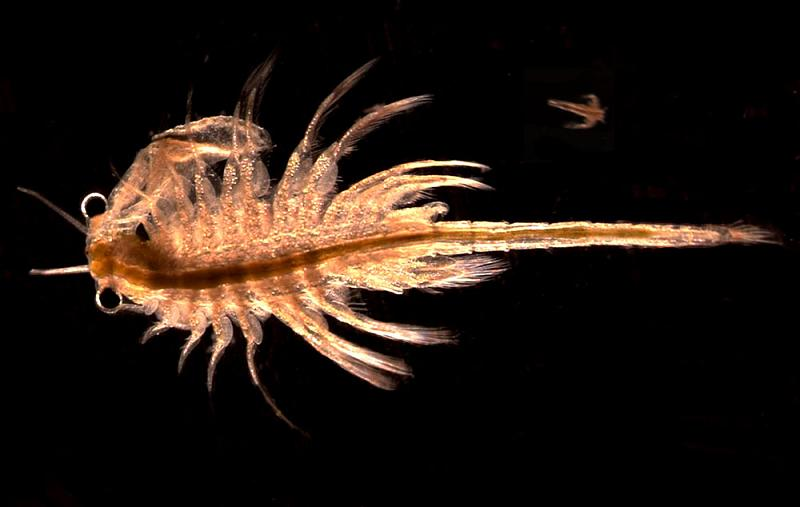
Ett vuxet exemplar och en naupliuslarv av Artemia monica.